# Teofil Noniewicz

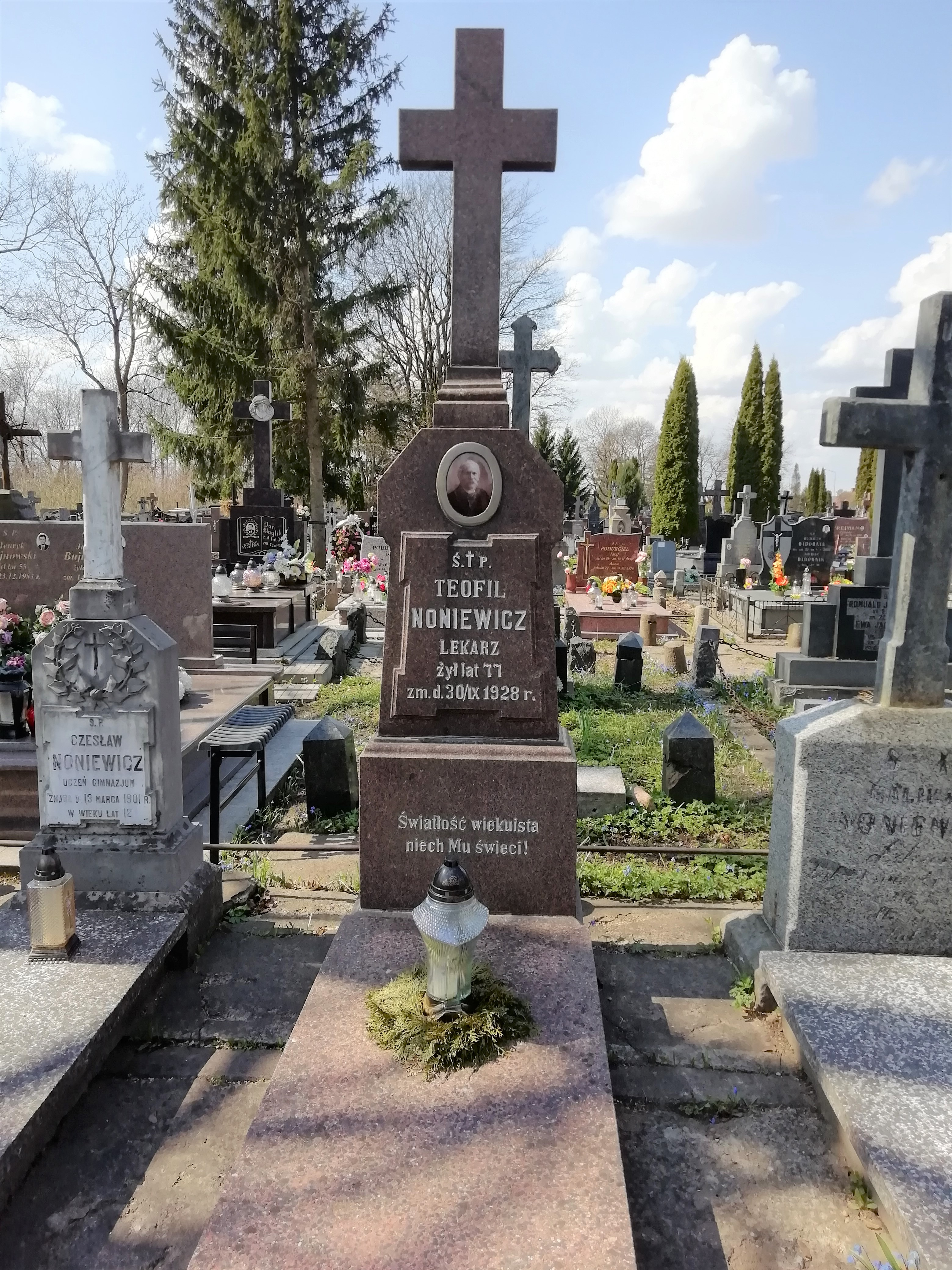
Grób Teofila Noniewicza na suwalskim cmentarzu przy ul. Bakałarzewskiej.

Teofil Noniewicz (ur. 27 kwietnia 1851 w Antonoszu, pow. Jeziorosy, zm. 30 września 1928 w Suwałkach) – lekarz, działacz społeczny.

## Życiorys
Był synem Ignacego i Marianny z Pawłowiczów. Noniewiczowie pochodzili z Wileńszczyzny (szlachta litewska herbu Prus). Do Suwałk przeprowadzili się pod koniec lat 50. XIX w., być może w związku z trudną sytuacją materialną rodziny po śmierci Ignacego. W Suwałkach jako lekarze pracowali już starsi synowie Marii i Ignacego, tj. Edward (ur. 1831) i Kalikst (ur. 1835).
Teofil w Suwałkach rozpoczął naukę w tutejszym gimnazjum. Po zdaniu matury, w 1868 podjął studia na Wydziale Medycznym Szkoły Głównej w Warszawie. W wyniku represji po powstaniu styczniowym uczelnię zamknięto w listopadzie 1869. W jej miejsce powołano do życia Cesarski Uniwersytet Warszawski. W grudniu 1874 uzyskał dyplom lekarza na tejże uczelni.
Praktykował w Augustowie, następnie w Suwałkach, gdzie zamieszkał na stałe. W kwietniu 1876 objął stanowisko lekarza w szpitalu św. Piotra i Pawła. W latach 1876–1879 był lekarzem wojskowym w 3 Konnej Artyleryjskiej Baterii.
Po opuszczeniu armii pracował w szpitalu miejskim św. Piotra i Pawła w Suwałkach, początkowo jako drugi lekarz, następnie w latach 1892–1915 pełnił funkcję pierwszego (naczelnego) lekarza. W latach 1883–1892 był lekarzem w szpitalu żydowskim. Po wybuchu I wojny światowej wraz z suwalskim szpitalem został ewakuowany do Rosji, gdzie był starszym lekarzem w szpitalu wojskowym w Homlu, a w 1918 działał jako lekarz Centralnego Komitetu Obywatelskiego w Bobrujsku. Po powrocie do Suwałk kontynuował pracę w szpitalu św. Piotra i Pawła. Prowadził także prywatną praktykę.
Był przede wszystkim lekarzem, jednak nie ograniczał się tylko do działalności na polu zawodowym. Pracował społecznie, był jednym ze współzałożycieli Towarzystwa Ochotniczej Straży Ogniowej w Suwałkach, współzałożycielem i wieloletnim wiceprezesem Chrześcijańskiego Towarzystwa Dobroczynności, członkiem suwalskiego oddziału Polskiego Towarzystwa Krajoznawczego. Działał także w Towarzystwie Wzajemnego Kredytu. Był zastępcą prezesa Towarzystwa Lekarzy Guberni Suwalskiej i współzałożycielem Towarzystwa Naukowo-Lekarskiego Ziemi Suwalskiej. Od listopada 1918 działał w Tymczasowej Radzie Obywatelskiej Okręgu Suwalskiego, a także wspomagał formowanie się 1 Pułku Strzelców Suwalskich (późniejszy 41 Suwalski Pułk Piechoty im. Marszałka Józefa Piłsudskiego). Był wybrany na przewodniczącego pierwszej Rady Miasta Suwałk, a po I wojnie światowej pełnił funkcję ławnika Sądu Okręgowego. Był prezesem i współzałożycielem suwalskiej Czytelni Naukowej oraz członkiem zarządu Związku Strzeleckiego. Występował na lokalnej amatorskiej scenie teatralnej, deklamując utwory wieszczów i współczesną prozę polską.
2 maja 1923 został odznaczony Krzyżem Oficerskim Orderu Odrodzenia Polski „w uznaniu zasług, położonych dla Rzeczypospolitej Polskiej na polu pracy narodowej i społecznej”.
11 maja 1878 ożenił się z Zofią Eleonorą Guziewicz (ur. 1858), córką Tomasza i Józefy z Poczobuttów. Z tego związku na świat przyszły córki: Sylwia Stanisława (ur. ok. 1879), Amelia Emilia (ur. 1880), Zofia Teodora (ur. 1883) oraz synowie: Bogdan Teofil (ur. 1886) i Czesław Marek (ur. 1889).
Zmarł 30 września 1928 Uroczystości pogrzebowe zgromadziły przedstawicieli lokalnych władz, duchowieństwa oraz licznie przybyłych mieszkańców Suwałk. Pochowany został w najstarszej części cmentarza, nieopodal neogotyckiej kaplicy, przy ulicy Bakałarzewskiej. W ostatniej drodze towarzyszyła mu kompania honorowa 41. Suwalskiego Pułku Piechoty wraz z orkiestrą wojskową i orkiestrą Straży Ogniowej. Na suwalskim cmentarzu przy ulicy Bakałarzewskiej znajdują się groby rodziny Noniewiczów, m.in. braci i siostry Teofila Noniewicza, tj. Edwarda, Kaliksta i Justyny.

## Upamiętnienie
- Jeszcze za życia Noniewicza (prawdopodobnie w 1922) jego imieniem nazwano jedną z suwalskich ulic.
- Już po śmierci Noniewicza, w sali operacyjnej szpitala została zawieszona tablica pamiątkowa ku jego czci (zniszczona w czasie późniejszego remontu)[2].
- Na posiedzeniu suwalskiej Rady Miasta 27 stycznia 2021 miejscy radni ustanowili rok 2021 Rokiem Teofila Noniewicza[7].

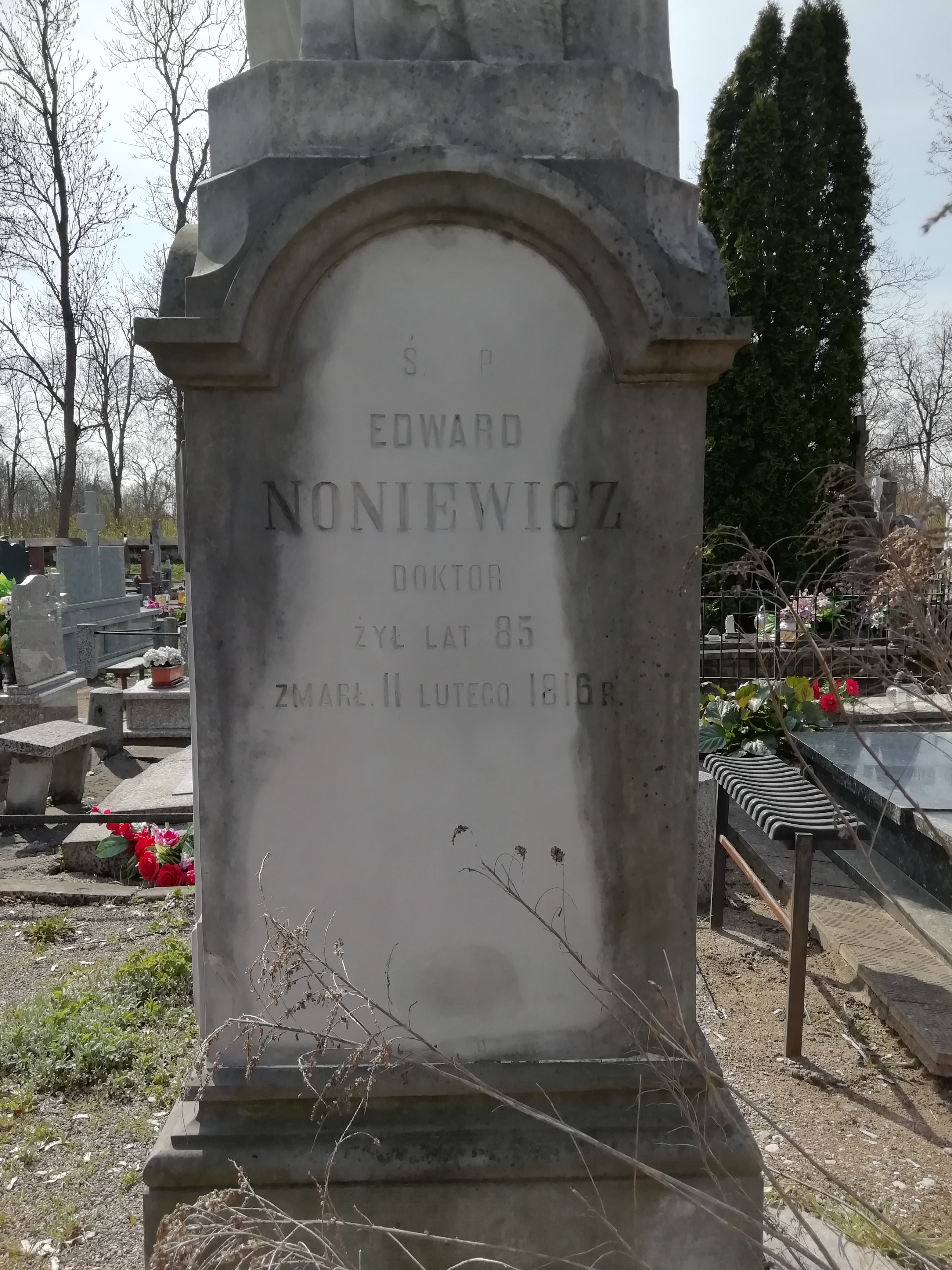
Nagrobek Edwarda Noniewicza (fragment)
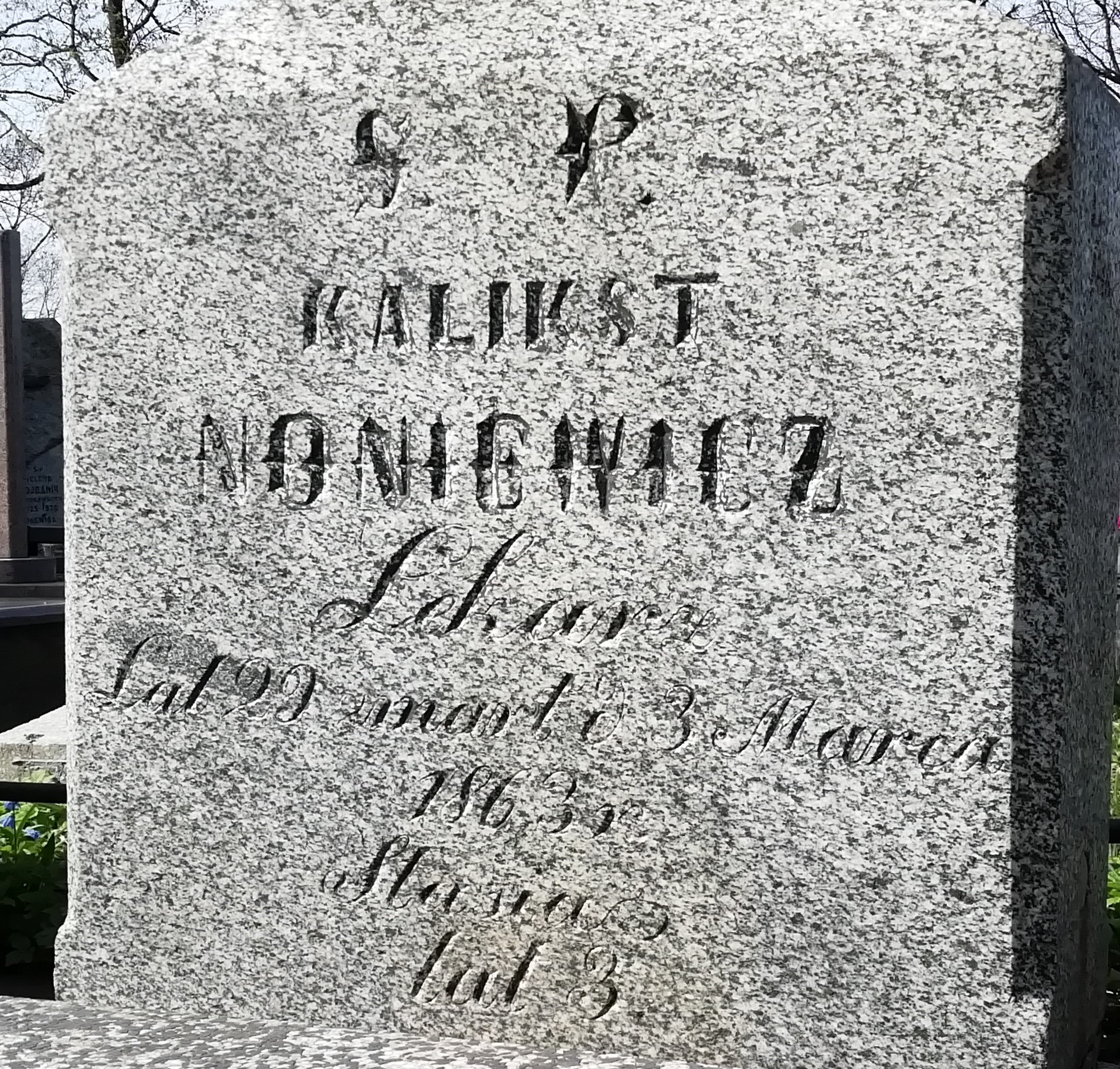
Nagrobek Kaliksta Noniewicza (fragment)
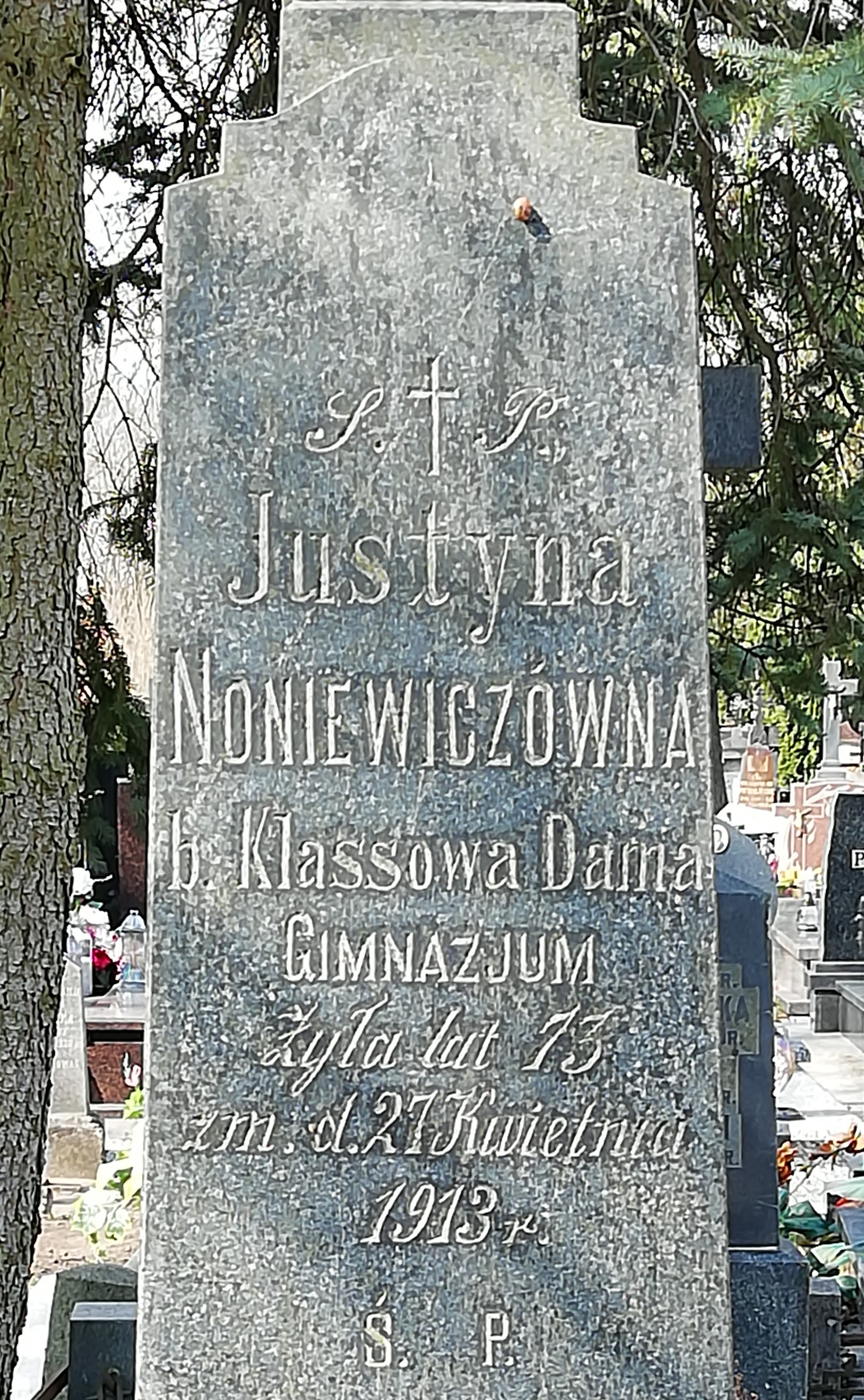
Nagrobek Justyny Noniewicz (fragment)
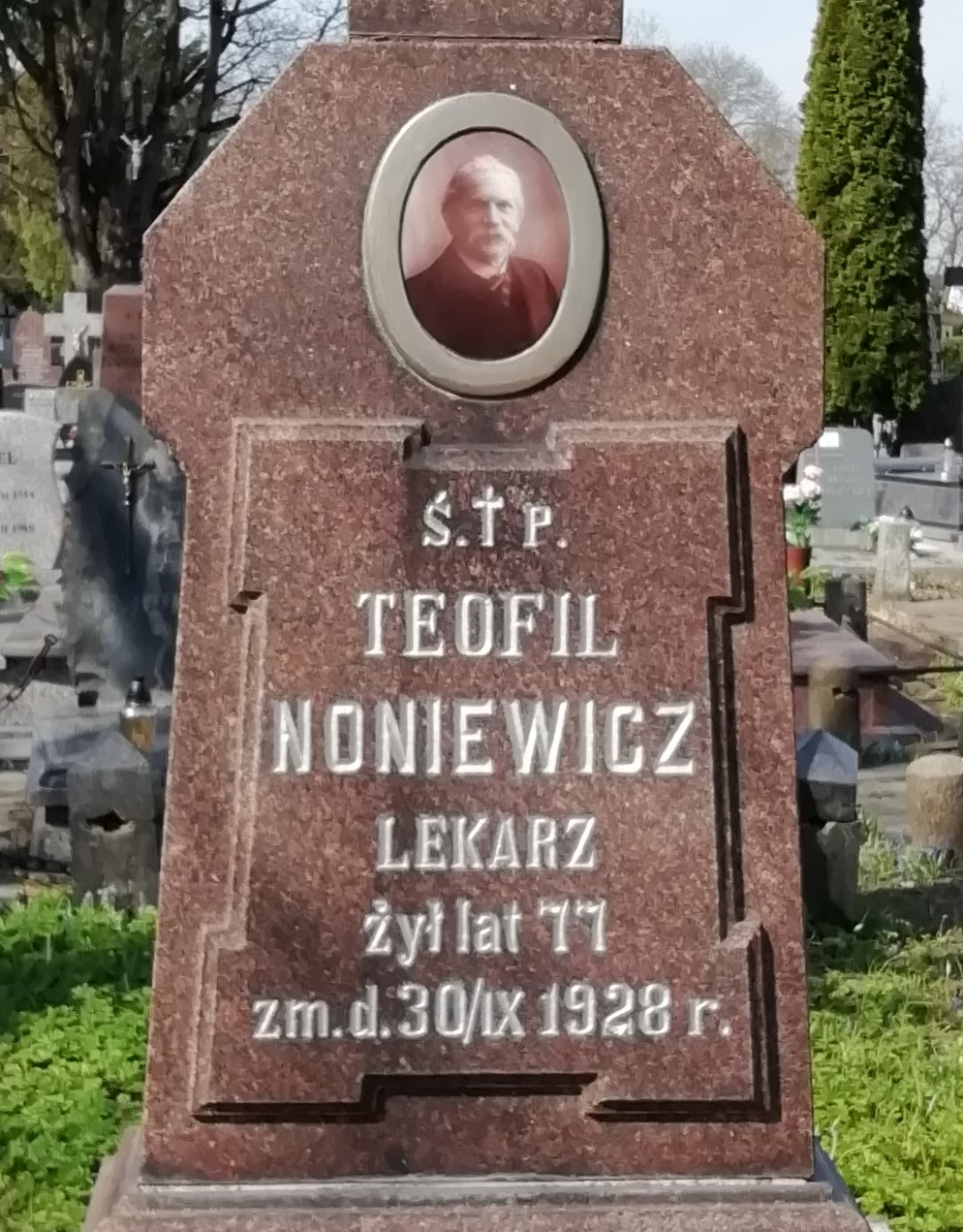
Nagrobek Teofila Noniewicza (fragment)